# 다소 팰콘 2000
다소 팰콘 2000은 프랑스 다소 항공이 생산하는 쌍발 제트 여객기이다. 엔진이 3개인 다소 팰콘 900 보다 작다.

## 모델

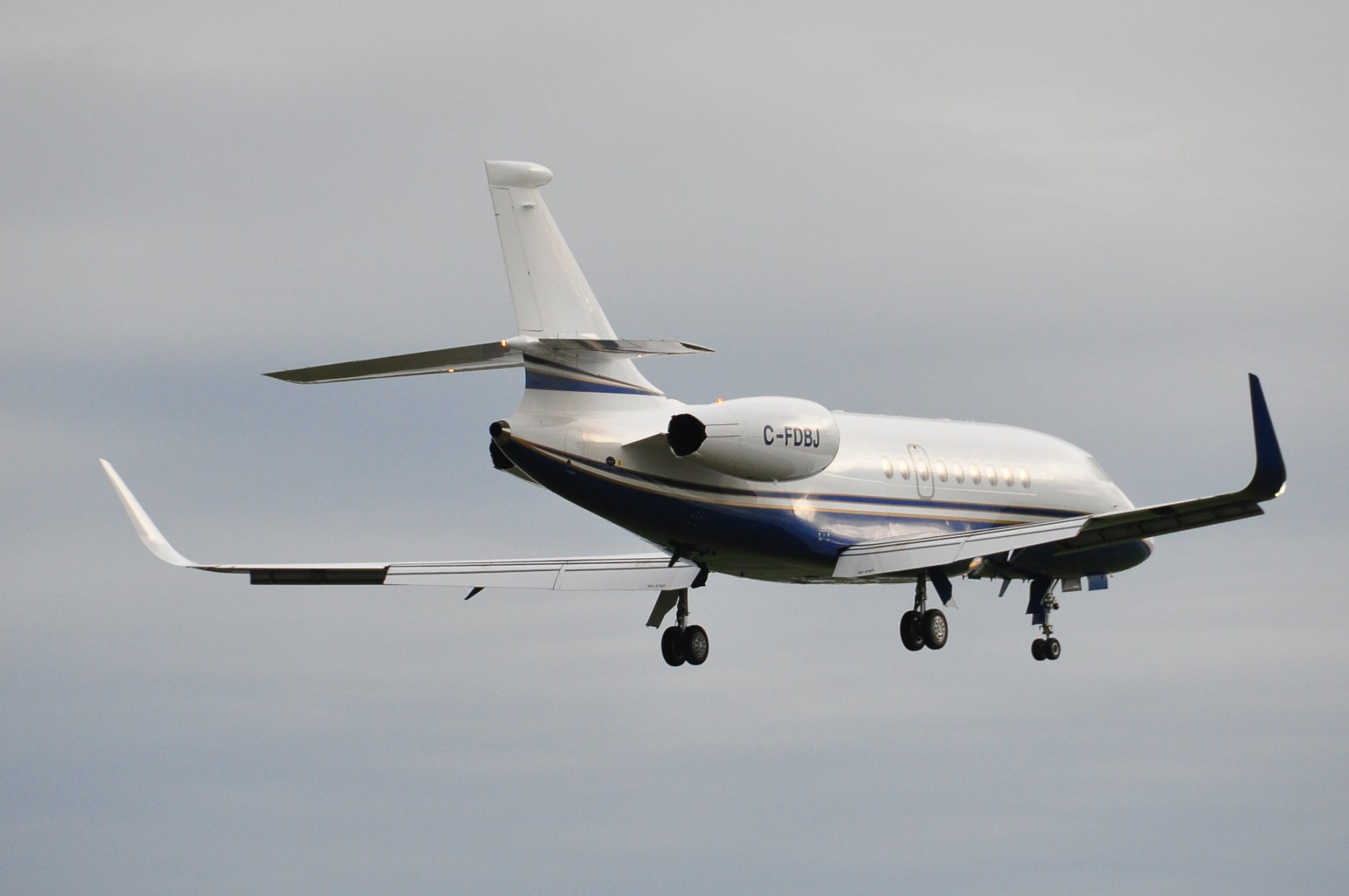
다소 팰콘 2000EX의 후면 모습

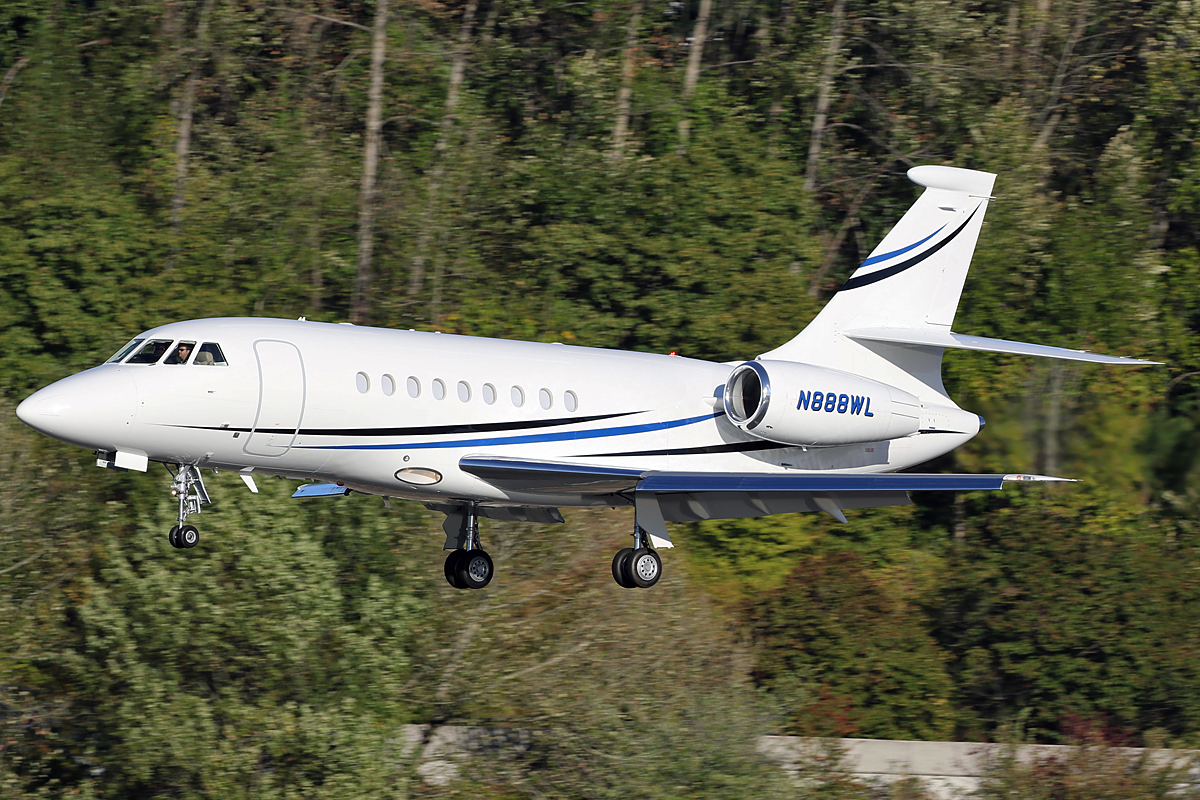
다소 팰콘 2000S

Falcon 2000
1994년에 인증된 오리지널 버전이다. 제너럴 일렉트릭의 CFE 엔진(CFE738-1-1B 터보팬)을 장착했다.
Falcon 2000EX
2003년 인증 모델로서, 프랫 앤 휘트니 캐나다의 PW308C 터보팬 엔진을 장착했다.
Falcon 2000EX EASy
2004년에 인증된 향상된 항공 전자 시스템과 여압 및 산소 시스템의 변경 사항이 포함되었다.
Falcon 2000DX
2000EX EASy와 동일한 PW308C 터보팬 엔진을 사용한다. 2007년 인증된 업데이트 모델이다.
Falcon 2000LX
2009년 버전으로서, Falcon 2000EX EASy의 장거리 버전이다. 항속거리가 4,000 NM(7,408 km)로 늘어났다.
Falcon 2000S
2011년에 테스트를 시작했다. 짧은 활주로에 이착륙이 가능하다. 착륙 거리가 705m로 줄어서 동급 팰콘 2000 기종에 비해 50% 더 많은 공항에 이착륙이 가능해졌다.
Falcon 2000LXS
2014년에 장거리 2000LX 버전을 대체할 것이다. 2000S의 짧은 활주로 이착륙 기능이 추가되었다.
Falcon 2000 MRA
MRA는 해상초계기(Maritime Reconnaissance Aircraft)의 약자이다. 프랑스 해군의 다소 팰컨 50 초계기와 다소 팰컨 200 초계기의 대체용으로 제안되었다.

## 백두 정찰기
701사업의 추진으로 프랑스 다소사에서 팰콘 2000 2대를 도입하기 위해 미국의 텍사스 주의 한 공항에서 시험비행을 하고 2017년에 도입한다. 탐지장비는 LIG넥스원이 탑재를 맡으며 북한이 미사일을 발사할 때 나오는 신호음과 화염을 탐지할 수 있는 열추적 탐지장비가 포함된 것으로 알려졌다.
팰콘 2000은 금강 정찰기보다 길이가 5m가량 길고, 탑재중량도 2배에 가까워 보다 많은 정찰장비를 실을 수 있다. 또한 비행고도와 항속거리도 향상되었으며 북한 전역에 대해 장시간 정찰활동을 할 것으로 보인다. 이로서 더 많은 신호정보를 수집할 수 있게 된다.
북한 무인기가 잇따라 발견되자, 2014년 4월 8일 대한민국 국방부는 정찰기와 무인기를 공개했다. 공개된 것은 백두 정찰기가 북한 전역에서 나오는 신호정보를 수집하는 것 외에 합성개구레이다를 탑재한 금강 정찰기와 RF-16의 장비를 통해 함흥선까지의 영상정보 수집이 가능하다는 것이다.
2017년 9월 30일, 올해 초 미국에서 들어온 신형 백두정찰기 2대가 실전배치된 것으로 확인되었다. 신형 백두정찰기는 국내에서 개발된 '외국 계기 신호정보', 이른바 '피신트'(FISINT) 탐지 장비를 탑재한 후 막바지 시험운용을 해 왔다. '피신트'는 적의 장비에서 발생하는 전자파를 분석할 수 있어, 북한군이 미사일 발사 버튼을 누르기 전, 여러 장치에서 나오는 기계 신호음을 사전에 포착할 수 있다.

## 같이 보기
- 봄바디어 챌린저 600